# Laf
Pour les articles homonymes, voir LAF.
Laf est une localité du Cameroun située dans la commune de Moutourwa, le département du Mayo-Kani et la Région de l'Extrême-Nord, au pied des monts Mandara, à proximité de la frontière avec le Tchad.

## Population
Laf comptait 1 875 habitants, dont 917 hommes et 958 femmes, lors du dernier recensement de 2005.